# Kvótaper

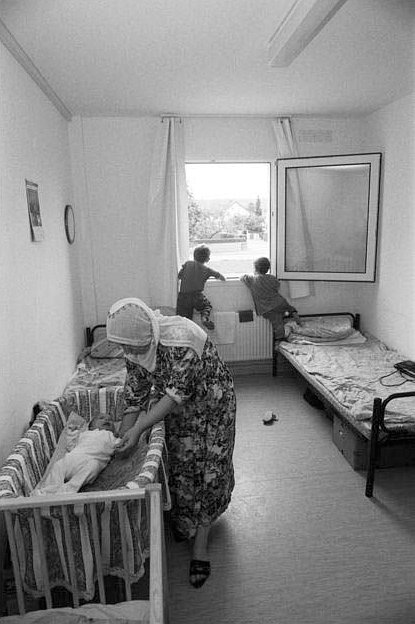
Menekültek egy németországi befogadóhelyen, illusztráció

A kvótaper alatt sajtóban azt az eljárást szokták emlegetni, amelyet Magyarország és Szlovákia indított az Európai Unió Bírósága előtt az Európai Unió Tanácsa 2015. szeptember 22-i határozatának hatályon kívül helyezése érdekében. A per tulajdonképpen egyfajta „alkotmányos normakontroll” volt, amelyben Magyarország azt próbálta meg – mint utóbb kiderült, sikertelenül – kimondatni az Európai Unió Bíróságával, hogy az Olaszország és Görögország területén lévő menekültek kötelező elosztásáról szóló tanácsi határozat ellentétes az Európai Unió alapítószerződéseivel.
A kvótaper kifejezés arra utal, hogy az európai migrációs válsággal összefüggésben – a kérelmező államok szóhasználata szerint – ún. kötelező betelepítési kvóta jönne létre, amivel szemben tiltakoznak.
Az Európai Bíróság 2017. szeptember 5-én elutasította a menekültek tagállamok közötti elosztását szolgáló uniós mechanizmus ellen benyújtott magyar és szlovák keresetet. Az ítélet jogerős és végrehajtandó.

## A Tanács határozatának tartalma
Az Európai Bizottság a kötelező betelepítési kvóták szerint osztaná szét az EU területére érkező menedékkérőket az Európai Unió tagállamai között. A bizottság az európaiak egymás közötti szolidaritására hivatkozva tett javaslatot egy olyan mechanizmus elfogadására, amely az egyes országok adottságainak és teherbíró képességnek figyelembe vételével kialakított arányszám (kvóta, arányos rész, hányad) szerint, automatikusan osztaná szét a menedékkérőket.
A nemzetközi védelem területén Olaszország és Görögország érdekében elfogadott átmeneti intézkedések megállapításáról szóló, 2015. szeptember 22-i (EU) 2015/1601 számú tanácsi határozat kötelező betelepítést állapított meg a tagállamok számára. A határozatot Magyarország, Csehország, Szlovákia és Románia ellenszavazata, valamint Finnország tartózkodása mellett minősített többségi szavazással fogadták el. Eszerint minden tagállamnak be kell fogadnia valamennyit a Görögországban és Olaszországban tartózkodó menedékkérők közül.
A határozat célja az európai migrációs krízisben leginkább érintett tagállamok tehermentesítése egy olyan intézményi megoldás létrehozásával, amely megpróbálja igazságosan elosztani a terheket a tagállamok között.
A magyar országgyűlés 2015-ben megalkotta a 2015. évi CLXXV. törvényt, elutasítva az irreguláris migráció miatt létrehozott kötelezően végrehajtandó betelepítési kvótarendszert, indoklásában kifejtve, hogy a kvótarendszer értelmetlen és hatása veszélyes a társadalomra, növelné a bűnözést, szétterítené a terrort és veszélyezteti a magyar kultúrát.
1. § Az Országgyűlés meggyőződése, hogy az Alaptörvény E) cikk (2) bekezdésére is figyelemmel, a szubszidiaritás elvének érvényesülése és a nemzeti parlamentek megfelelő szerepének biztosítása érdekében az Európai Unió Tanácsa által 2015. szeptember 22-én elfogadott és az Európai Unió Hivatalos Lapjában 2015. szeptember 24-én közzétett, a nemzetközi védelem területén Olaszország és Görögország érdekében elfogadott átmeneti intézkedések megállapításáról szóló (EU) 2015/1601 tanácsi határozat (a továbbiakban: a határozat) jogellenességének megállapítása iránt fel kell lépni bírósági úton.
Orbán Viktor 2016. február 24-én rendkívüli sajtótájékoztatót hívott össze, amelyen bejelentette, hogy kormánya népszavazást kezdeményez és az "Akarja-e, hogy az Európai Unió az Országgyűlés hozzájárulása nélkül is előírhassa nem magyar állampolgárok Magyarországra történő kötelező betelepítését?" népszavazási kérdést teszik fel a magyar választóknak az Európai Bizottság által javasolt kötelező betelepítési kvóta ellen. A miniszterelnök a 2016. október másodikára kitűzött népszavazás végső céljaként Magyarország megvédését nevezte meg. Mint egy későbbi nyilatkozatában indokolta a döntését "ő úgy szereti Magyarországot, ahogy van, és nem szeretné, ha külső parancsra ezt valaki megváltoztatná".

## Története
Az Európai Unió demográfiai válságának az Európai Parlament egyes képviselői egy 2008-as dokumentum szerint az európai demográfiai deficit egyik lehetséges megoldásának látták a bevándorlást. Ugyanakkor az Európai Parlament dokumentuma nem tömeges bevándorlást vizionált, és felszólította a tagállamokat, hogy az integráció elősegítése mellett küzdjenek az emberkereskedelem és az illegális munkaközvetítő hálózatok ellen.
Az Európai Bizottság 2015. májusában új menekültügyi és bevándorlási stratégiát fogadott el, amely a közös európai menekültügy egyik alapvetése. Az Európai Bizottság 2015. május 27-i első végrehajtási csomagja részeként Görögország és Olaszország megsegítése jegyében 40 ezer menedékkérő kötelező kvóta alapján történő áthelyezéséről szóló javaslattételről döntött. Az Európai Unióról szóló szerződés 78.3-as cikkelye alapján a tervezett intézkedés, a nemzetközi védelemre szoruló személyek „igazságos és kiegyensúlyozott” szétosztásáról (relocation) szól olyankor, amikor egyszerre aránytalanul nagy számban érkeznek menedékkérők egy-egy tagállamba.
| 1. melléklet: Áthelyezés: az Olaszországra vonatkozó elosztási kulcs |                 |                                                             |
| Ország                                                               | Általános kulcs | A tagállamokra jutó létszám (24 000 áthelyezendő kérelmező) |
| Ausztria                                                             | 3,03%           | 728                                                         |
| Belgium                                                              | 3,41%           | 818                                                         |
| Bulgária                                                             | 1,43%           | 343                                                         |
| Ciprus                                                               | 0,43%           | 104                                                         |
| Csehország                                                           | 3,32%           | 797                                                         |
| Észtország                                                           | 1,85%           | 443                                                         |
| Finnország                                                           | 1,98%           | 475                                                         |
| Franciaország                                                        | 16,88%          | 4051                                                        |
| Hollandia                                                            | 5,12%           | 1228                                                        |
| Horvátország                                                         | 1,87%           | 448b                                                        |
| Lengyelország                                                        | 6,65%           | 1595                                                        |
| Lettország                                                           | 1,29%           | 310                                                         |
| Litvánia                                                             | 1,26%           | 302                                                         |
| Luxemburg                                                            | 0,92%           | 221                                                         |
| Magyarország                                                         | 2,07%           | 496                                                         |
| Málta                                                                | 0,73%           | 175                                                         |
| Németország                                                          | 21,91%          | 5258                                                        |
| Portugália                                                           | 4,25%           | 1021                                                        |
| Románia                                                              | 4,26%           | 1023                                                        |
| Spanyolország                                                        | 10,72%          | 2573                                                        |
| Svédország                                                           | 3,42%           | 821                                                         |
| Szlovákia                                                            | 1,96%           | 471                                                         |
| Szlovénia                                                            | 1,24%           | 297                                                         |

| 2. melléklet: Áthelyezés: a Görögországra vonatkozó elosztási kulcs |                 |                                                                     |
| Ország                                                              | Általános kulcs | A tagállamokra jutó létszám (16 000 áthelyezendő kérelmező)         |
| Ausztria                                                            | 3,03%           | 485                                                                 |
| Belgium                                                             | 3,41%           | 546                                                                 |
| Bulgária                                                            | 1,43%           | 229                                                                 |
| Ciprus                                                              | 0,43%           | 69                                                                  |
| Csehország                                                          | 3,32%           | 531                                                                 |
| Észtország                                                          | 1,85%           | 295                                                                 |
| Finnország                                                          | 1,98%           | 317                                                                 |
| Franciaország                                                       | 16,88%          | 2701                                                                |
| Hollandia                                                           | 5,12%           | 819                                                                 |
| Horvátország                                                        | 1,87%           | 299                                                                 |
| Lengyelország                                                       | 6,65%           | 1064                                                                |
| Lettország                                                          | 1,29%           | 207                                                                 |
| Litvánia                                                            | 1,26%           | 201                                                                 |
| Luxemburg                                                           | 0,92%           | 147                                                                 |
| Magyarország                                                        | 2,07%           | 331                                                                 |
| Málta                                                               | 0,73%           | 117                                                                 |
| Németország                                                         | 21,91%          | 3505                                                                |
| Portugália                                                          | 4,25%           | 680                                                                 |
| Románia                                                             | 4,26%           | 682                                                                 |
| Spanyolország                                                       | 10,72%          | 1715                                                                |
| Svédország                                                          | 3,42%           | 548                                                                 |
| Szlovákia                                                           | 1,96%           | 314                                                                 |
| Szlovénia                                                           | 1,24%           | 198                                                                 |
| 3. melléklet: Át- és letelepítés: elosztási kulcs                   |                 |                                                                     |
| Ország                                                              | Általános kulcs | A tagállamokra jutó létszám (20 000 át- és letelepítendő kérelmező) |
| Ausztria                                                            | 2,22%           | 444                                                                 |
| Belgium                                                             | 2,45%           | 490                                                                 |
| Bulgária                                                            | 1,08%           | 216                                                                 |
| Horvátország                                                        | 1,58%           | 315                                                                 |
| Ciprus                                                              | 0,34%           | 69                                                                  |
| Csehország                                                          | 2,63%           | 525                                                                 |
| Dánia                                                               | 1,73%           | 345                                                                 |
| Egyesült Királyság                                                  | 11,54%          | 2309                                                                |
| Észtország                                                          | 1,63%           | 326                                                                 |
| Finnország                                                          | 1,46%           | 293                                                                 |
| Franciaország                                                       | 11,87%          | 2375                                                                |
| Görögország                                                         | 1,61%           | 323                                                                 |
| Hollandia                                                           | 3,66%           | 732                                                                 |
| Írország                                                            | 1,36%           | 272                                                                 |
| Lengyelország                                                       | 4,81%           | 962                                                                 |
| Lettország                                                          | 1,10%           | 220                                                                 |
| Litvánia                                                            | 1,03%           | 207                                                                 |
| Luxemburg                                                           | 0,74%           | 147                                                                 |
| Magyarország                                                        | 1,53%           | 307                                                                 |
| Málta                                                               | 0,60%           | 121                                                                 |
| Németország                                                         | 15,43%          | 3086                                                                |
| Olaszország                                                         | 9,94%           | 1989                                                                |
| Portugália                                                          | 3,52%           | 704                                                                 |
| Románia                                                             | 3,29%           | 657                                                                 |
| Spanyolország                                                       | 7,75%           | 1549                                                                |
| Svédország                                                          | 2,46%           | 491                                                                 |
| Szlovákia                                                           | 1,60%           | 319                                                                 |
| Szlovénia                                                           | 1,03%           | 207                                                                 |

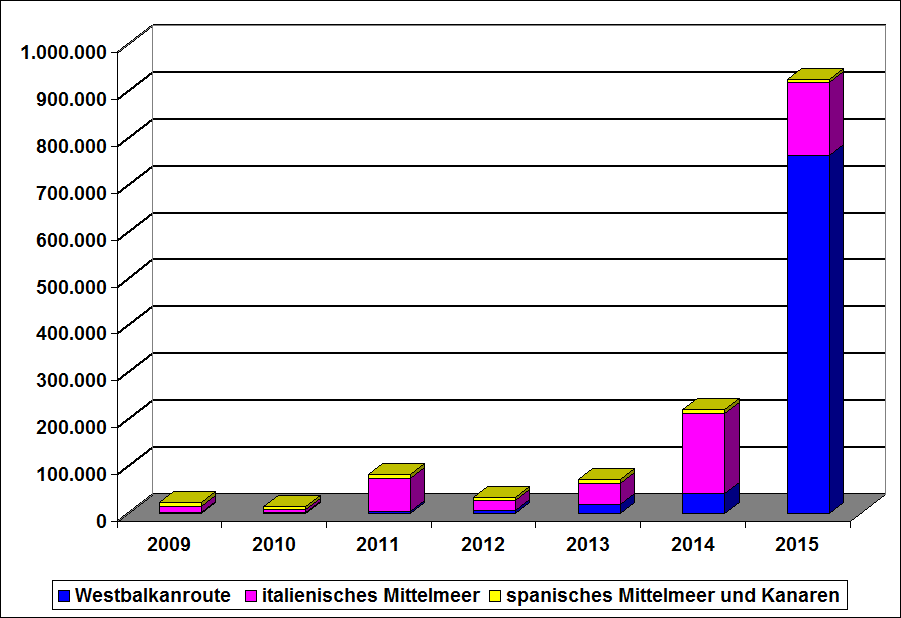
Az illegális migráció, az emberkereskedők és embercsempészek főbb útvonalain Európába érkezettek száma 2009-2015 között

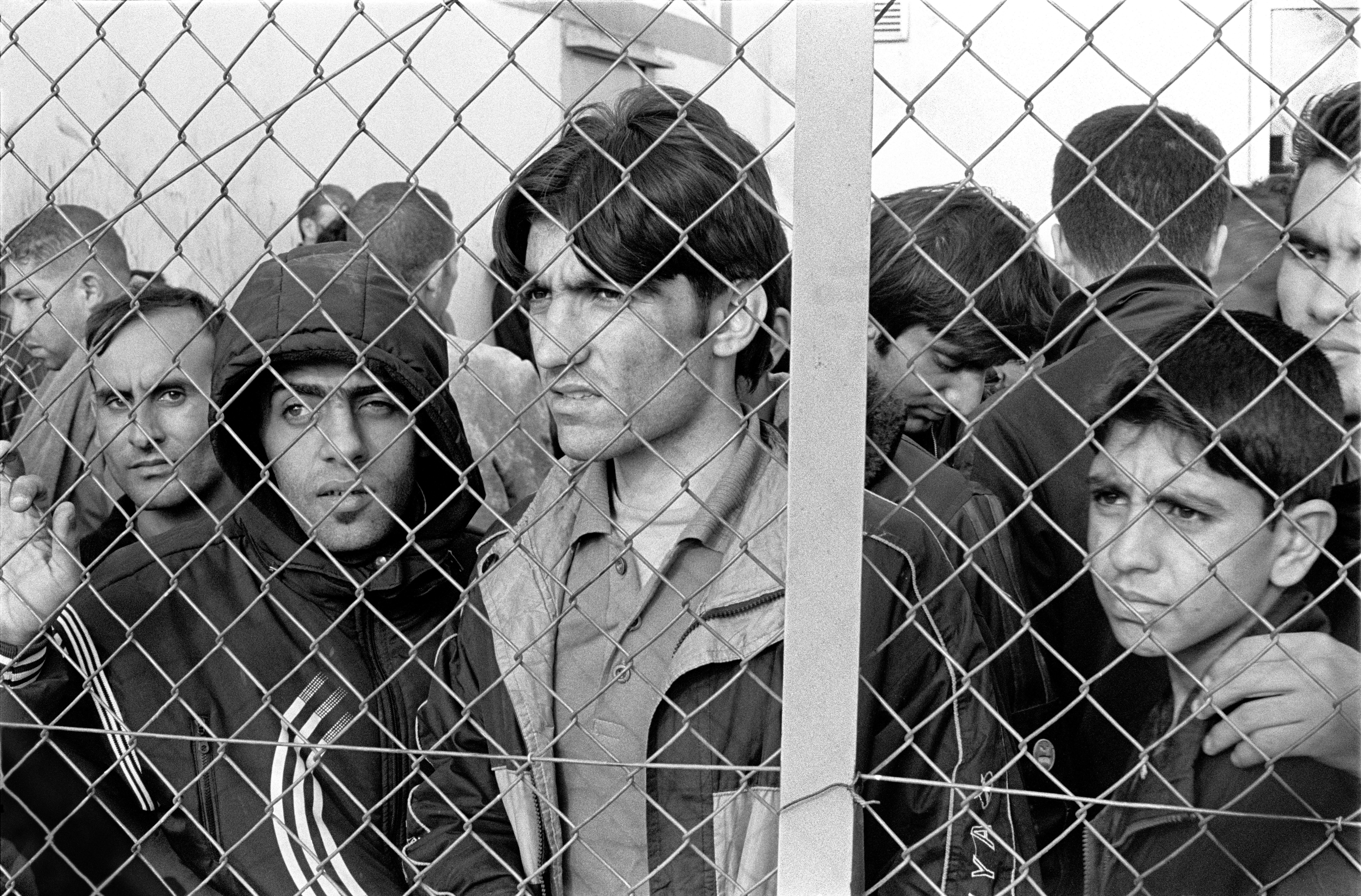
Migránsok, menekültek egy görög befogadótábor kerítésénél

Juncker elnök politikai iránymutatásában kiemelte, az illegális migráció, az emberkereskedők és embercsempészek elleni határozott küzdelmet és Európa külső határainak biztosítását erőteljes közös menekültügyi politikával, valamint a jogszerű migrációra vonatkozó új európai politikával kell kiegészíteni. Az elfogadott dokumentum az „Európai migrációs stratégia” szövegének csatolmánya részletezte a kvótarendszert, köztük Magyarország kötelező betelepítési kvótáit.
Azt a mutatót, amelyet egyes elképzelések szerint az áttelepítésre szánt menekültek arányszámának meghatározására használnának, kvótának vagy „kötelező betelepítési kvótának” nevezik.
- Magyarország számára előírt kvótaszámok
  - 1,79% Európai áthelyezés rendszer (European relocation scheme)
  - 1,53% Európai letelepítési program (European resettlement scheme)[18]

Ennek meghatározása, kiszámítása a Juncker-képletnek nevezett formula (The relocation would be done according to a mandatory distribution key using objective and quantifiable criteria (40% of the size of the population, 40% of the GDP, 10% of the average number of past asylum applications, 10% of the unemployment rate) alapján történt. Az alkalmazott formula az EU egy-egy tagországának lakosságszáma, a bruttó hazai termék (GDP) értéke, a korábban beadott menekültkérelmek átlaga és a munkanélküliségi ráta alapján állapította meg a kvótákat.

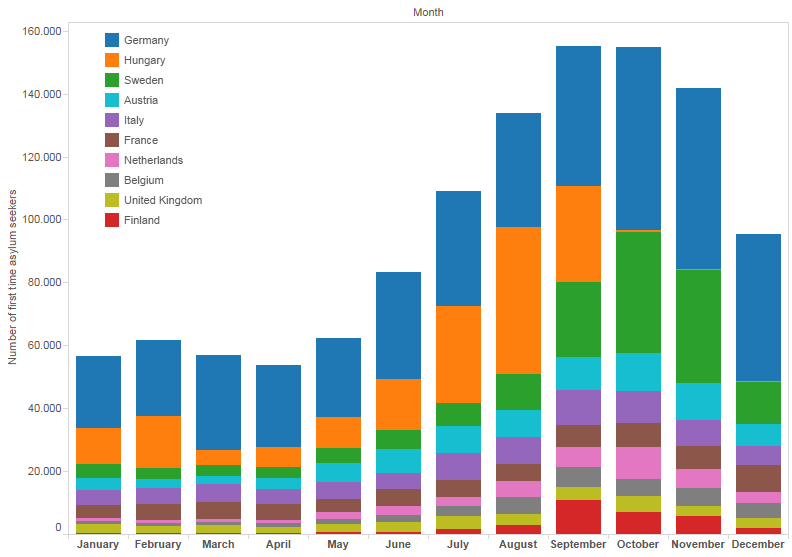
Az Európai Unió tagországaiban benyújtott menedékkérelmek száma 2015-ben

Az Európai Unió tagországainak áttelepítési (relocation) kvótái a következők:
Ausztria 2,62%, Belgium 2,91%, Bulgária 1,25%, Horvátország 1,73%, Ciprus 0,39%, Csehország 2,98%, Észtország 1,76%, Finnország 1,72%, Franciaország 14,17%, Németország 18,42%, Görögország 1,90%, Magyarország 1,79%, Olaszország 11,84%, Lettország 1,21%, Litvánia 1,16%, Luxemburg 0,85%, Málta 0,69%, Hollandia 4,35%, Lengyelország 5,64%, Portugália 3,89%, Románia 3,75%, Szlovákia 1,78%, Szlovénia 1,15%, Spanyolország 9,10%, Svédország 2,92%.
A bizottsági javaslat szerint, amennyiben egy uniós tagország nem fogad be menekülteket a kvóta alapján, akkor 250 ezer eurós szolidaritási bírsággal sújtják menekültenként. Amennyiben a hivatalos kvóta szerint egy tagország befogadja a menekülteket, akkor az EU 6000 eurót folyósít a befogadó országoknak menekültenként. A befogadandó migránsok létszámát illetően migrációkutatók 250-400 millió fő közötti afrikai Európába utazását vetítik előre az elkövetkező időszakban.
…magát a kötelező kvótáról szóló vitát károsnak tartottuk, mert időt vitt el a lehetséges megoldások keresésétől, politikai feszültséget szült a tagállamok között, ráadásul 120 ezer bevándorló relokációjáról szólna, miközben csak a vita időtartama alatt több mint 120 ezren érkeztek az Európai Unió területére. Mindaddig semmi értelmét nem látjuk a kötelező kvótákról meg általában bármifajta kvótáról szóló vitának, amíg az Európai Unió nem tudja visszaszerezni az ellenőrzést a saját határai felett. Márpedig világosan látszik, hogy Görögország nem képes saját határainak a megvédésére a jelenlegi körülmények közepette. Azt tegyük hozzá a korrektség kedvéért, hogy ez nem egy bírálat Görögországgal szemben, mert sok száz vagy ezer kilométernyi tengeri határszakasz megvédése, valamint a szigetek megvédése nyilvánvalóan egy borzasztóan komplikált feladat, ugyanakkor azt is meg lehet oldani. Ezért azt javasoltuk, hogy egy európai uniós erő jöjjön létre annak érdekében, hogy a görög külső határ védelme megoldott legyen.…
Az Európai Unió Tanácsának 2016 szeptemberi, a témában elfogadott részletes nyilatkozata már nem beszél kötelező kvótáról. Szijjártó Péter külügyminiszter szerint lehet ugyan, hogy a kötelező kvóta politikailag halott, de "az erről [a kvótáról] szóló döntések érvényben vannak" és számítani kell arra, hogy a brüsszeli bürokraták megpróbálják tovább erőltetni azt, ezért a népszavazás nem vált feleslegessé.
Szíjjártó Péter az MTI-nek kijelentette, hogy "a nemzetközi jog világosan kimondja, hogy a biztonságos élethez való jog alapvető emberi jog, de országok önkényes kiválasztása tartózkodás céljából nem tartozik az alapvető emberi jogok közé."
Rogán Antal a Miniszterelnöki Kabinetirodát vezető miniszter azt közölte, hogy "az Európai Parlament döntést hozott arról, hogy december elsejétől indulhat a bevándorlók kötelező szétosztása Európában. Ez viszont csak azután válhat jogszabállyá, ha az európai kormányfők is jóváhagyják".
Martin Schulz az Európai Parlament elnöke szerint az EU-n kívüli észak-afrikai országokban állomásokat kell létrehozni, ahol lefolytathatnák a menedékjogi eljárást, és ahonnan az tagországok befogadhatnák a védelemre szorulókat.
Biztonságunkat nem áldozhatjuk fel a tolerancia oltárán. Tudnunk kell, kik kelnek át határainkon. Határaink védelmét az új Európai Határ- és Parti Őrségre bízzuk. Meg fogjuk védeni határainkat az azokat átlépő összes személyre alkalmazandó szigorú ellenőrzés segítségével.
2016. szeptember 12-én az Országgyűlés Igazságügyi bizottságának ülésén Bárándy Gergely (MSZP) megerősítette, hogy pártja továbbra sem támogatja a kötelező betelepítési kvótát.
Egy magyarországi felmérés szerint, amelyet 2016. szeptemberében a kormányközeli Századvég Alapítvány műhelyeként működő Migrációkutató Intézet készített Közvéleménykutatás-sorozat a migráció társadalmi megítéléséről címmel, a válaszadók 78 százaléka utasítja el a kötelező betelepítési kvótarendszert.
2016. szeptember 28-án Dimitrisz Avramopulosz migrációs ügyekért felelős uniós biztos brüsszeli sajtótájékoztatóján bejelentette, hogy még jobban fel kell gyorsítani a menedékkérők Európai Unión belüli áthelyezésének folyamatát.
Juncker elnök a következményekről nem, de a bizottság kvótarendszerével kapcsolatos követendő érzelmi attitűdről 2016. szeptember 28-án egyértelmű üzenetet küldött a közép-európaiaknak.

## Az ítélet
A 2015 decemberében benyújtott szlovák és magyar kereseteket az Európai Unió Bírósága egyesítette. Az ítéletet megelőző főtanácsnoki indítvány 2017. július 26-án látott napvilágot, és a keresetek elutasítását vetítette előre. Ezen elvárásoknak megfelelően a Bíróság 2017. szeptember 6-i ítéletében mintegy 50 oldalon ízekre szedte a magyar érvelést. Az ítélet rendelkező része szerint
1) A Bíróság a kereseteket elutasítja.

2) A Bíróság a Szlovák Köztársaságot és Magyarországot kötelezi a saját költségein felül az Európai Unió Tanácsa részéről felmerült költségek viselésére.

## Utóélet
A nemzetközi védelem területén Olaszország és Görögország érdekében elfogadott átmeneti intézkedések megállapításáról szóló (EU) 2015/1601 tanácsi határozat, amelynek megsemmisítését Szlovákia és Magyarország kérte, két évre fogadtatott el, 2017. szeptember 22-én hatályát vesztette. Az Európai Unió tagállamai a Tanács keretében folyamatosan dolgoznak egy új, immáron végleges menekültügyi rendszer felállításán, ám ez a továbbra is merev álláspontok miatt egyelőre vontatottan halad.